# Pergamino (município)
Pergamino é um dos 135 partidos (município) da província de Buenos Aires, na Argentina, localizado no norte da  província.  Possuía, de acordo com estimativa de 2019, 109.582 habitantes.
Está localizada a 222 km da capital do país, Buenos Aires, a 276 km da capital da província, La Plata, a 110 km da cidade de  Rosário e a 30 km do limite com a Província de Santa Fé.
No futebol, a cidade se destaca pela existência do Club Atlético Douglas Haig, fundado em 1918, milita atualmente na Primera B Nacional, equivalente a Segunda Divisão Nacional e manda seus jogos no Estádio Miguel Morales com capacidade para 16 mil torcedores.